# Distretto di Dilovası
Il distretto di Dilovası (in turco Dilovası ilçesi) è uno dei distretti della provincia di Kocaeli, in Turchia.